# Оркеста типіка

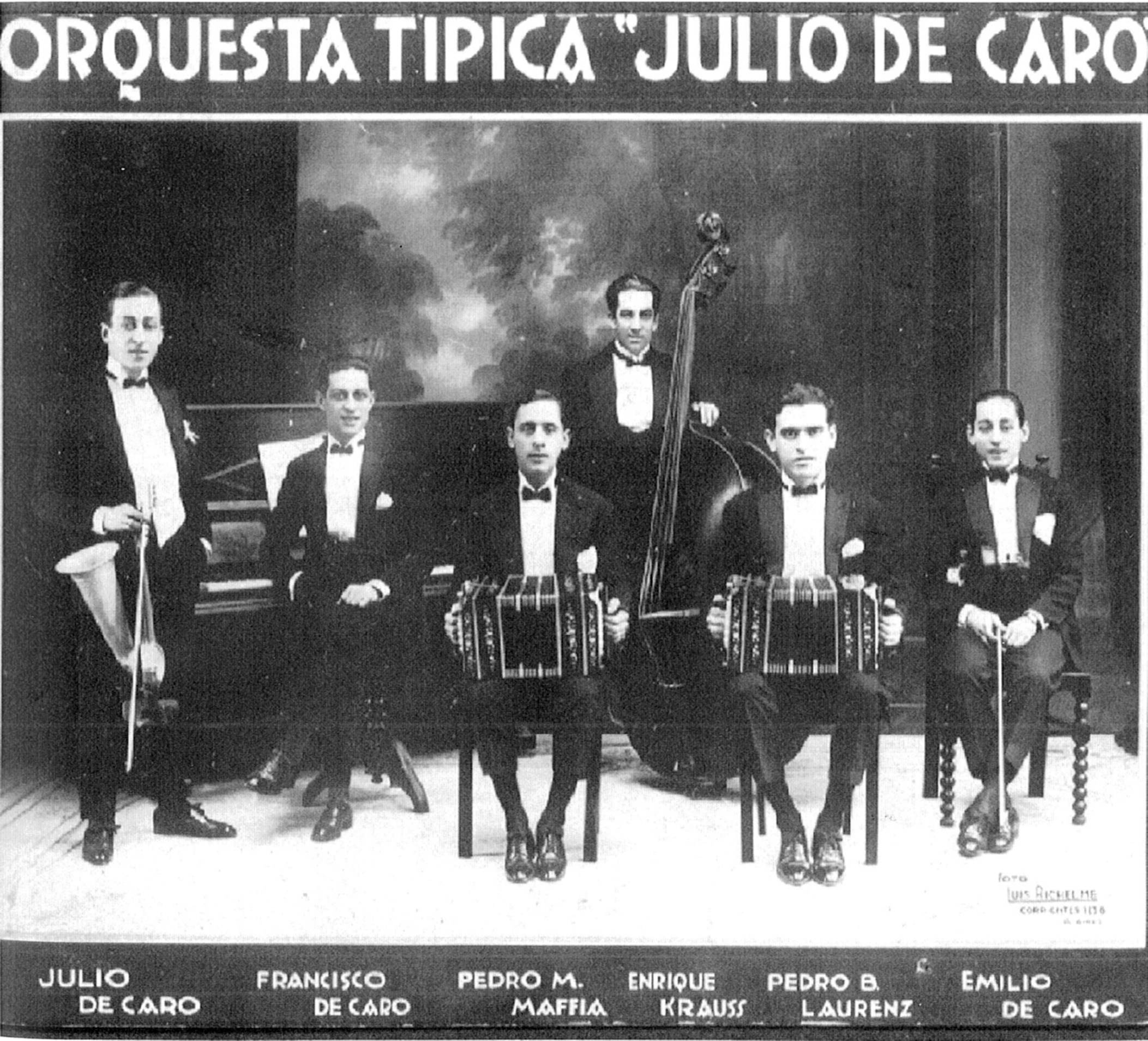
Оркестра типіка «Julio de Caro» з Аргентини

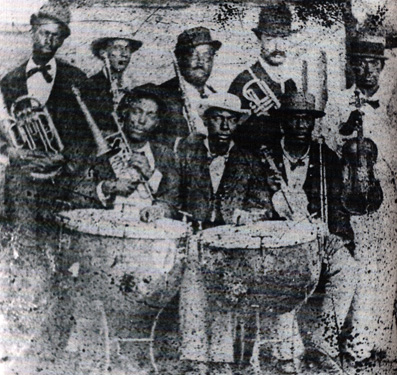
«La Flor de Cuba»

Оркестра типіка або просто типіка (ісп. Orquesta típica) — латиноамериканський музичний колектив, який грає популярну музику. Склад залежить від країни і нині термін застосовний і за межами Латинської Америки. Зазвичай використовується для гуртів середнього розміру (від 8 до 12 музикантів) певного, чітко визначеного інструментального складу.

## Аргентина і Уругвай
В Аргентині та Уругваї термін зазвичай асоціюється з музикою танго. Спочатку ансамбль для виконання танго музики складався з гітари, флейти та скрипки, а пізніше, бандонеон замінив флейту, яку знову включив до складу оркестру Астор П'яццола, також у 30-ті роки до оркестру типіка додано фортепіано.
Походження терміна оркестра типіка (або оркестра типіка кріола) належить бандонеонисту, режисеру та композитору Вісенте Греко. Спочатку так називали склад з двома або більше скрипками чи бандонеоном. Зазвичай ці ансамблі складалися з інструментів, відповідних виконуваному жанру, наприклад, у випадку танго це фортепіано, бандонеон, скрипки, контрабас, гітара, флейта, і часто альт і віолончель.
Спочатку музиканти ходили протягом одного дня від одного закладу до іншого, в яких грали (бари, кафе або борделі), що й зумовлювало інструментальний склад: це завжди були музичні інструменти, які легко носити з собою. З розвитком танго як соціального танцю і прийняттям його в суспільстві, музиканти могли собі дозволити працювати на одному місці, що дозволило включати до складу оркестру типіка не тільки портативні, але й важкі інструменти, наприклад, фортепіано і арфу.
Склад оркесту типіка часто змінювався і за кількістю музикантів і за переліком інструментів. Як правило, ансамбль включає групу струнних: скрипка, альт і віолончель, групу з 3 або більше бандонеонів і ритмічну групу: фортепіано і контрабас. Оркестра типіка є розширеною версією секстету типіка, який включає 2 бандонеони, дві скрипки, контрабас та фортепіано.
Нині багато оркестрів танго намагаються наслідувати такий склад і найпопулярнішим складом ансамблю є оркестр зі скрипки, бандонеона, контрабаса і фортепіано.

### Оркестри типіка Аргентини
- Хуан Д'Ар'єнцо[es]
- Ángel D'agostino
- Alfredo de Ángelis
- José Basso
- Miguel Caló
- Alfredo Gobbi
- Mariano Mores
- Francini-Pontier
- Carlos Figari
- Osmar Maderna
- Освальдо Пульєзе[ru]
- Карлос Ді Сарлі[ru]
- Héctor Stamponi
- Ricardo Tanturi
- Анібаль Тройло[ru]
- Héctor Varela
- Orquesta Típica Fernández Fierro
- Orquesta Típica Ciudad Baigón
- Horacio Salgán

### Оркестри типіка Уругваю
- Франсіско Канаро
- Juan Canaro
- Juan Cao
- Minotto di Cicco
- Típica Jaurena
- Luis Caruso
- Rogelio Coll
- Roberto Cuenca
- J. A. Espíndola
- Panchito Maqueira
- Facu Bonari
- Don Horacio
- Hugo Di Carlo
- Romeo Gavioli
- Mouro y Maqueira
- Walter Mendez
- Puglia — Pedroso
- Donato Raciatti «Tipica Sondor»
- Miguel Villasboas
- Nelson Alberti «A lo Darienzo»
- Matos Rodríguez

## Куба
На Кубі оркестра типіка — ансамбль, що складається переважно з духових інструментів. Вони існували принаймні з середини XIX-го століття і дійшли до наших днів. Один з найраніших, оркестр Флор-де-Куба, мав такий склад: корнет, тромбон, офіклеїд, два кларнети, дві скрипки, контрабас, литаври і гуїро. Офіклеїд, винайдений 1817 року, що був свого роду бас-горном з клапанами, сьогодні замінено тубами та/або евфоніумом. Склад ранніх оркестрів типіка міг дуже сильно відрізнятися, проте пізніше відбулася уніфікація інструментального складу. Сьогодні звичайним складом оркестру типіка є: дві труби, тромбон, контрабас, фортепіано, конґа, бонґо або тімбалес (і/або декілька тімбалес) і гуїро.

## Гондурас
У Гондурасі оркестр типіка як правило складається з маримби, гітари, бас-гітари, гітаррона, конґи й ударної установки.

## Сучасні оркестри типіка
- Оркестра типіка Фернандеса-Ф'єрро[es]
- Orquesta Típica Ciudad Baigón
- Septetoscopio
- El Afronte
- La Furca
- La Siniestra
- El Cachivache Quinteto [1]
- El Despiole Tango [2]
- China Cruel
- El Caburé
- Color Tango
- Tangoloco
- El Arranque
- Los Reyes del Tango
- Sans Souci
- Orquesta Típica Daniel García Blanco (México)
- Orquesta Típica de la Casa de la Música Mexicana [3]